# Catephia melanica
Catephia melanica är en fjärilsart som beskrevs av George Francis Hampson 1926. Catephia melanica ingår i släktet Catephia och familjen nattflyn. Inga underarter finns listade i Catalogue of Life.